# Іліян Киряков
Іліян Іванов Киряков (болг. Илиян Иванов Киряков, нар. 4 серпня 1967, Велико-Тирново) — болгарський футболіст, що грав на позиції півзахисника. Відомий за виступами в складі болгарських клубів «Етир» та ЦСКА (Софія), іспанський клуб «Депортіво», шотландський клуб «Абердин», а також у складі національної збірної Болгарії, у складі якої зайняв 4-те місце на чемпіонаті світу 1994 року. Чемпіон Болгарії. Почесний громадянин Софії.

## Клубна кар'єра
Іліян Киряков народився у місті Велико-Тирново, та розпочав займатися футболом у юнацькій команді місцевого клубу «Етир». У дорослому футболі дебютував 1983 року виступами за основну команду клубу, в якій швидко став гравцем основного складу. У команді грав до 1991 року, а в сезоні 1990—1991 років став у складі команди чемпіоном Болгарії.
У 1991 році Киряков став гравцем іспанського клубу Прімери «Депортіво», у складі якого грав до 1993 року. у сезоні 1993—1994 років болгарський півзахисник грав у складі клубу Сегунди «Мерида». У 1994 році футболіст повертається на батьківщину, де стає гравцем софійського ЦСКА, а на початку 1995 року повертається до свого рідного клубу «Етир». Сезон 1995—1996 років Киряков провів у складі кіпрського клубу «Анортосіс».
У 1996 році Іліян Киряков стає гравцем шотландського клубу«Абердин», у складі якого грав до 2000 року. У 2000—2001 роках болгарський футболіст грав у інших шотландських клубах «Ейрдріоніанс» і «Рейт Роверс».
У 2001 році футболіст повертається на батьківщину, де до 2002 року грав у складі клубу «Академік» (Свиштов). у 2002—2003 роках Киряков грав у складі новоствореної команди «Етир-1924». пізніше до 2007 року футболіст грав у низці аматорських футбольних клубів, після чого остаточно завершив виступи на футбольних полях.

## Виступи за збірні
У 1984—1987 році Іліян Киряков грав у складі юнацької збірної Болгарії, у складі якої брав участь у молодіжному чемпіонаті світу 1987 року, загалом у складі юнацької збірної провів 32 матчі. у 1986—1987 роках футболіст грав у складі молодіжної збірної Болгарії, у складі молодіжної збірної зіграв 24 матчі.
У 1988 році Киряков дебютував у складі національної збірної Болгарії. У складі збірної був учасником чемпіонату світу 1994 року у США, на якому болгарська збірна досягла найвищого успіху на світових першостях, зайнявши четверте місце. У 1996 році Киряков грав у складі збірної на чемпіонаті Європи в Англії, але там болгарська збірна не вийшла з групи, після чого завершив виступи у збірній. Загалом протягом кар'єри в національній команді, провів у її формі 56 матчів, у яких забитими голами в ігровий час не відзначився.

## Кар'єра тренера
У 2016 році Іліян Киряков нетривалий час працював головним тренером свого колишнього клубу «Етир», удруге головним тренером «Етира» працював у 2018 році.

## Титули і досягнення
- Чемпіон Болгарії (1):

«Етир»: 1990–1991